# 21737 Stephenshulz
21737 Stephenshulz este un asteroid din centura principală de asteroizi.

## Descriere
21737 Stephenshulz este un asteroid din centura principală de asteroizi. A fost descoperit pe 9 septembrie 1999 la Socorro, New Mexico, în cadrul proiectului LINEAR. Asteroidul prezintă o orbită caracterizată de o semiaxă mare de 2,42 ua, o excentricitate de 0,15 și o înclinație de 1,5° în raport cu ecliptica.